# I Call Your Name
Para la canción de The Beatles, véase I Call Your Name (canción de The Beatles)
«I Call Your Name» es una canción escrita por Paul Waaktaar y Magne Furuholmen, y grabada por a-ha. Es la tercera canción del álbum East Of The Sun, West Of The Moon de 1990, cuarto álbum de estudio oficial de A-ha, Y Es el Segundo Sencillo del Mismo Álbum.

## Vídeo
- Dirección: Michael Burlingame - Lauren Savoy
- Muestra a la banda interpretando el tema. Lauren Savoy (quien también filma y dirige varios videos de a-ha) grabó las escenas. Al inicio del video verán una foto encima del piano que toca Magne Furuholmen, él es su autor favorito. Sigurd Køhn era el saxofonista de a-ha quien tocaba el saxofón en varios de sus conciertos (aunque fue Phill Todd quien toca el saxofón en el álbum), él es una de las víctimas del Tsunami de diciembre de 2004.
- Disponible en Headlines and Deadlines

## Sencillo en vinilo de 7"
- Sencillo de Francia de 7"

Presenta a I Call Your Name (4:54) y a The Way We Talk (1:30).
- Sencillo de Alemania de 7"

Presenta a I Call Your Name (4:54) y a The Way We Talk (1:30).
- Promoción en México

Esta Promoción de 7" presenta a I Call Your Name (4:54) con el nombre "Te Llamo" en ambos lados.
- Sencillo de UK de 7"

Presenta a I Call Your Name (4:54) y a The Way We Talk (1:30).
- Sencillo de UK (EP)

Presenta 4 canciones de distintos años, las cuales son I Call Your Name (4:54),
The Sun Always Shines On T.V. (5:06), Hunting High And Low (3:43), 
y The Blood That Moves The Body (4:05).
- Promoción en UK

Presenta a I Call Your Name (Special DJ Edit) y a I Call Your Name (4:54)

## Sencillo en vinilo de 12"
- Promoción en Brasil

Presenta a I Call Your Name (4:54) y canciones de otros artistas.
- Sencillo en Alemania de 12"

Presenta a I Call Your Name (4:54), a The Way We Talk (1:30) y a 
The Blood That Moves The Body (4:05).
- Sencillo en UK de 12"

Presenta a I Call Your Name (4:54), y a The Way We Talk (1:30) y a 
The Blood That Moves The Body (4:05).

## Sencillo en CD
- Sencillo de Alemania y UK

Presenta a I Call Your Name (4:54), a The Way We Talk (1:30) y a 
The Blood That Moves The Body (4:05).

## Sencillo en casete
- Sencillo de UK

Presenta a I Call Your Name (4:54) y a The Way We Talk (1:30), por ambos lados (A y B).
- Datos: Q9006492